# Маріна Берті
Елена Морін Бертоліні (італ. Elena Moreen Bertolini; 29 вересня 1924, Лондон — 29 жовтня 2002, Рим), відома під псевдонімом Маріна Берті (італ. Marina Berti) — італійська акторка. Зіграла в 119 італійських і американських фільмах.

## Біографія
Народилася в сім'ї італійського іммігранта. У 1936 році переїхала до Флоренції. Вивчала акторську майстерність у театральній школі. По завершенню навчання — акторка EIAR радіо Флоренції. 
Вперше в кіно з'явилася в 1941 році у фільмі П'єро Баллеріні «Втікач/La Fuggitiva» (Лучія). Найкращі акторські роботи — Селестина в екранізації роману Е. Де Марки режисером Альберто Латтуада «Джакомо-ідеаліст» (1943), Клементина Добердо у фільмі Альберто Бевілакуа «La califfa» (1970, премія «Срібна стрічка»). 
Виконала ролі в 119 італійських і американських фільмах, серед яких «Камо грядеши» (Евніка, 1951), «Бен-Гур» (Флавія, 1959), «Мадам Сен-Жен» (Еліза Бонапарт, 1962), «Ісус з Назарета» (Єлизавета, 1977). Маріна Берті знімалася у найкращих кінорежисерів — Вітторіо Де Сіка, П'єтро Джермі, Вільяма Вайлера, Джозефа Манкевича, Франко Дзефіреллі, Альберто Латтуада, Карло Лідзані, Нані Лой, Крістіан-Жак. Знімалася на ТБ, в тому числі у серіалі «Едера» (1992). Останній раз з'явилася на екрані в ролі княгині у фільмі французького режисера Коста-Гавраса «Амінь» (2002) за драмою Рольфа Хоххута «Der Stellvertreter». 
У 1944 році Маріна Берті одружилася з італійським актором Клаудіо Гором, з яким щасливо жила до його смерті в 1998 році.
Діти — сини Андреа Джордана, Карло Джордана і дочка Маріна Джордана, теж стали акторами.